# Manoir de Käesalu
Le manoir de Käesalu (estonien : Käesalu mõis), anciennement manoir de Kaesal (allemand : Kaesal Hof) est un château estonien situé dans les environs de Keila (autrefois Kegel) appartenant à province d'Harju (autrefois district d' Harrien). Ce bâtiment historique est aujourd'hui à l'état d'abandon.

## Historique

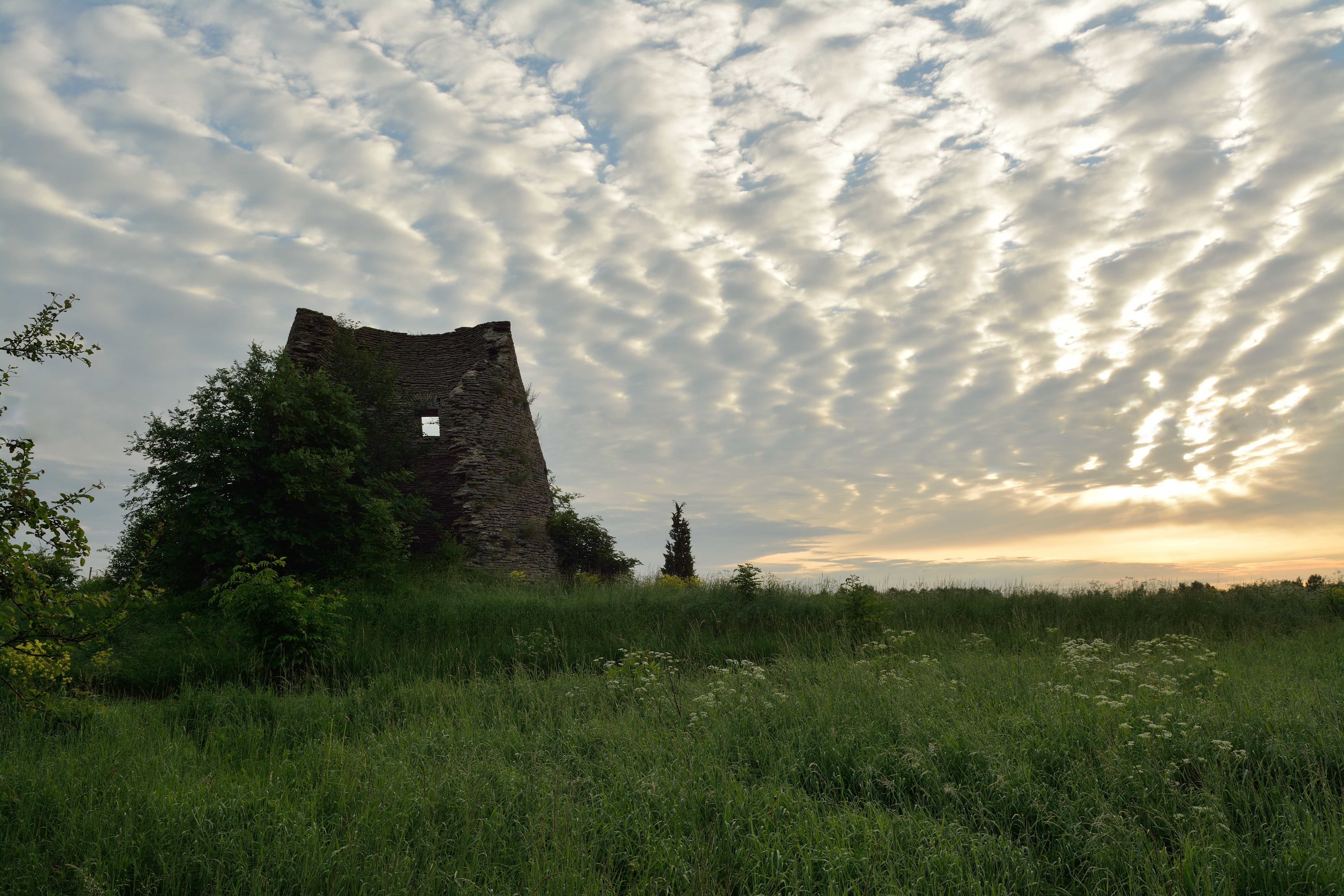

Le domaine et le village de Kaesal appartenaient aux chevaliers Porte-Glaive et ont été sécularisés à l'époque de la Réforme protestante. Gustave II Adolphe de Suède en fait don en 1624 à Hans Hansson Elvering avec d'autres terres. L'ensemble comprend les domaines seigneuriaux de Kaesal, de Kelwaby, Sippis et Wehaslep.
Le château est érigé entre 1760 et 1790 en style néoclassique avec quelques éléments baroques pour Karl Gottlieb von Gerne et ensuite pour son fils le lieutenant Christian Wilhelm von Gerne. Il se présente avec un portique à colonnes ioniques en milieu de façade surmonté par un fronton triangulaire à la grecque.
Le château a été privatisé récemment, mais il n'est pas encore restauré.
Il a changé de propriétaires plusieurs fois au cours des âges. Après la famille von Gerne, il passe en 1797 à Otto Hermann von Mohrenschild, puis son descendant Gustav Reinhold von Mohrenschild le vend en 1838 au comte Alexandre von Benckendorff (1781-1844), qui possède également le château de Fall, et il est érigé en majorat quelques années plus tard à sa mort.